# احد وهاب‌زاده
احد وهاب‌زاده از سیاستمداران ایرانی بود، که در دوره‌های شانزدهم  بعنوان نماینده اردبیل در مجلس شورای ملی حضور داشت.